# Gertrude Gabl
Gertrude Gabl (alemany: Gertrud Gabl)  (Sankt Anton am Arlberg, 26 d'agost de 1948 - Sankt Anton am Arlberg, 18 de gener de 1976) va ser una esquiadora alpina austríaca que va guanyar una Copa del Món d'esquí alpí, una Copa d'el Món en disciplina d'Eslàlom i set victòries a la Copa del Món d'esquí alpí, amb un total de 16 pòdiums. Va morir als 27 anys, el 18 de gener de 1976, sepultada per una allau de neu a les muntanyes de Sankt Anton am Arlberg. Va disputar els Jocs Olímpics d'Hivern de 1968 i 1972. El 2019, el municipi de Sankt Anton am Alrberg va honrar l'atleta amb un monument commemoratiu, creat per l'artista Christian Moschen, 50 anys després del seu major èxit i 43 anys després de la seva mort accidental.

## Resultats

### Jocs Olímpics d'Hivern
- 1968 a Grenoble, França
  - Eslàlom Gegant: 9a

### Campionats Mundials
- 1968 a Grenoble, França
  - Eslàlom Gegant: 9ª

- 1970 a Val Gardena, Itàlia
  - Eslàlom: 4ª
  - Eslàlom Gegant: 5ª

### Copa del Món

#### Classificació general Copa del Món
- 1966-1967: 18ª
- 1967-1968: 7ª
- 1968-1969: 1ª[1]
- 1969-1970: 16ª
- 1970-1971: 9ª
- 1971-1972: 19ª

#### Classificació per disciplines (Top-10)
- 1967-1968 :
  - Eslàlom: 2ª
  - Eslàlom Gegant: 4ª

- 1968-1969 :
  - Eslàlom: 1ª
  - Eslàlom Gegant: 3ª

- 1970-1971 :
  - Eslàlom Gegant: 4ª
  - Eslàlom: 8ª

#### Victòries a la Copa del Món (7)

##### Eslàlom Gegant (2)
| Data              | Lloc            |
| ----------------- | --------------- |
| 5 d'abril 1968    | Heavenly Valley |
| 17 de febrer 1969 | Vysoke Tatry    |

##### Eslàlom (5)
| Data              | Lloc            |
| ----------------- | --------------- |
| 11 de gener 1968  | Grindelwald     |
| 6 d'abril 1968    | Heavenly Valley |
| 4 de gener 1969   | Oberstaufen     |
| 7 de gener 1969   | Grindelwald     |
| 16 de febrer 1969 | Vysoke Tatry    |